# 비다레이디스키르캬
비다레이디스키르캬(페로어: Viðareiðis kirkja)는 페로 제도의 최북단 도시인 비다레이디에 위치한 석조 교회이다. 비다레이디스키르캬에는 페로 제도에서 가장 오래된 교회 건물 중 하나로 여겨지는 건물인 오나게르디 사제관이 위치한다. 교회의 북쪽 벽에는 1551년 함부르크의 상인인 토마스 쾨펜이 기증한 십자가가 걸려 있다.

## 역사
1891년, 비다레이디에서는 새로운 교회가 건설되기 시작했다. 건물의 벽은 회색으로 도색되었고, 길이는 28큐빗, 너비는 12큐빗이었으며 슬레이트형 지붕과 주철 창문이 설치될 예정이었다. 건설 비용은 약 9,000 크로네로 추산되었다. 그러나 미클라달루르 출신의 건축가 요한 안드레아스 페테르손이 건설을 8,000 크로네로 끝마쳤다.
비다레이디스키르캬는 1892년 11월 20일, 옌스 크리스티안 에벤센에 의해 봉헌되었다. 봉헌 당일, 다른 마을에서 온 사람들과 함께 옛 교회에서 새 교회로 장식품과 다른 물건들을 옮겼다.
교회가 건축된 이래로 많은 유지보수가 이루어졌다. 지붕은 네 번이나 교체되었고, 주철 창문은 목재 창문으로 교체되었다. 비다레이디에는 은화가 있는데, 1847년 폭풍으로 비다레이디 동쪽에서 브릭선 마우드호가 침몰했을 때 선원 들을 구출해준 마을 사람들에게 답례로 영국 정부가 선물한 것이다.

## 같이 보기
- 비다레이디